# 8937 Ґассан
8937 Ґассан (8937 Gassan) — астероїд головного поясу, відкритий 13 січня 1997 року.
Тіссеранів параметр щодо Юпітера — 3,582.